# Schildersmes

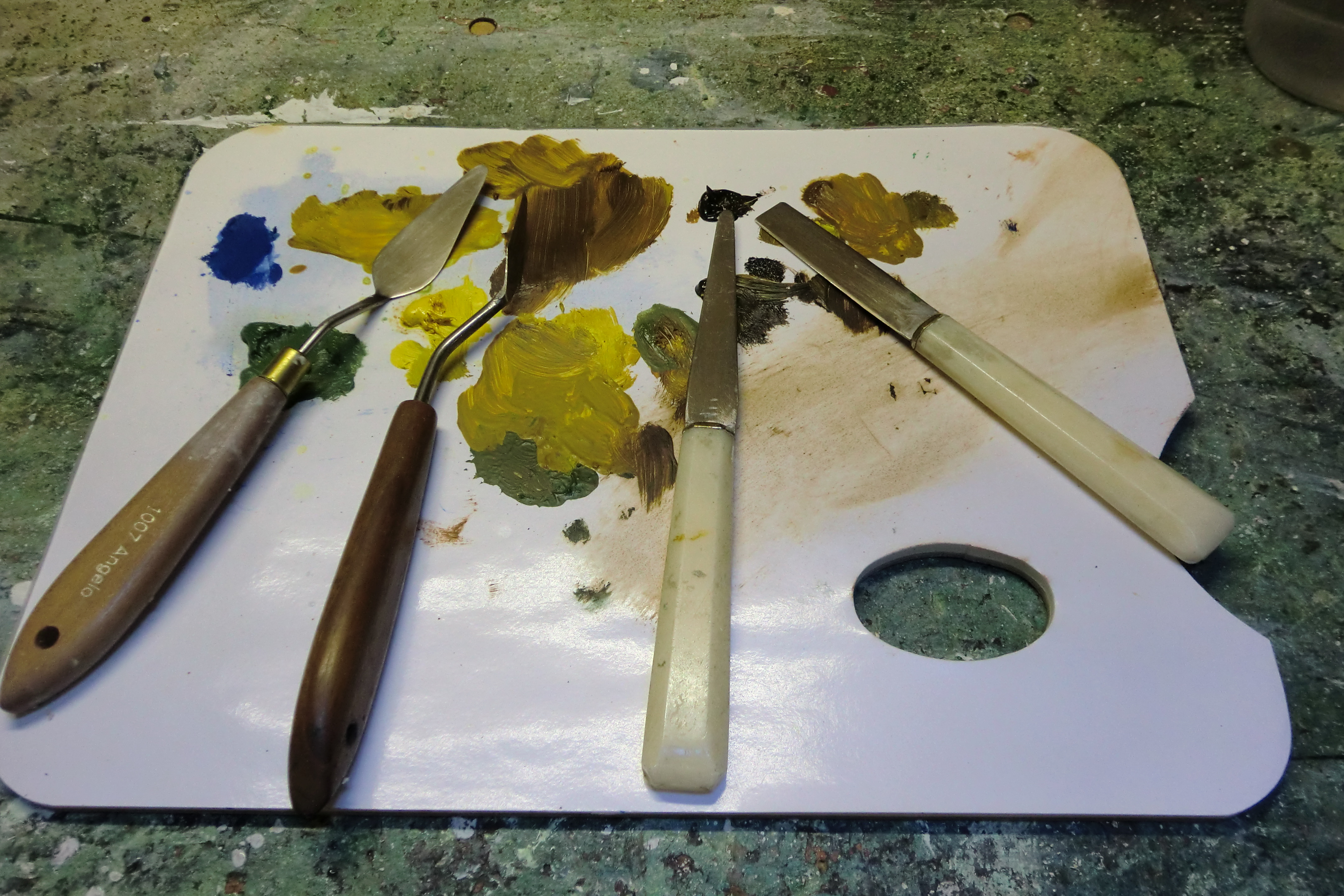
Links twee schildermessen (geknikt), rechts twee paletmessen (recht)

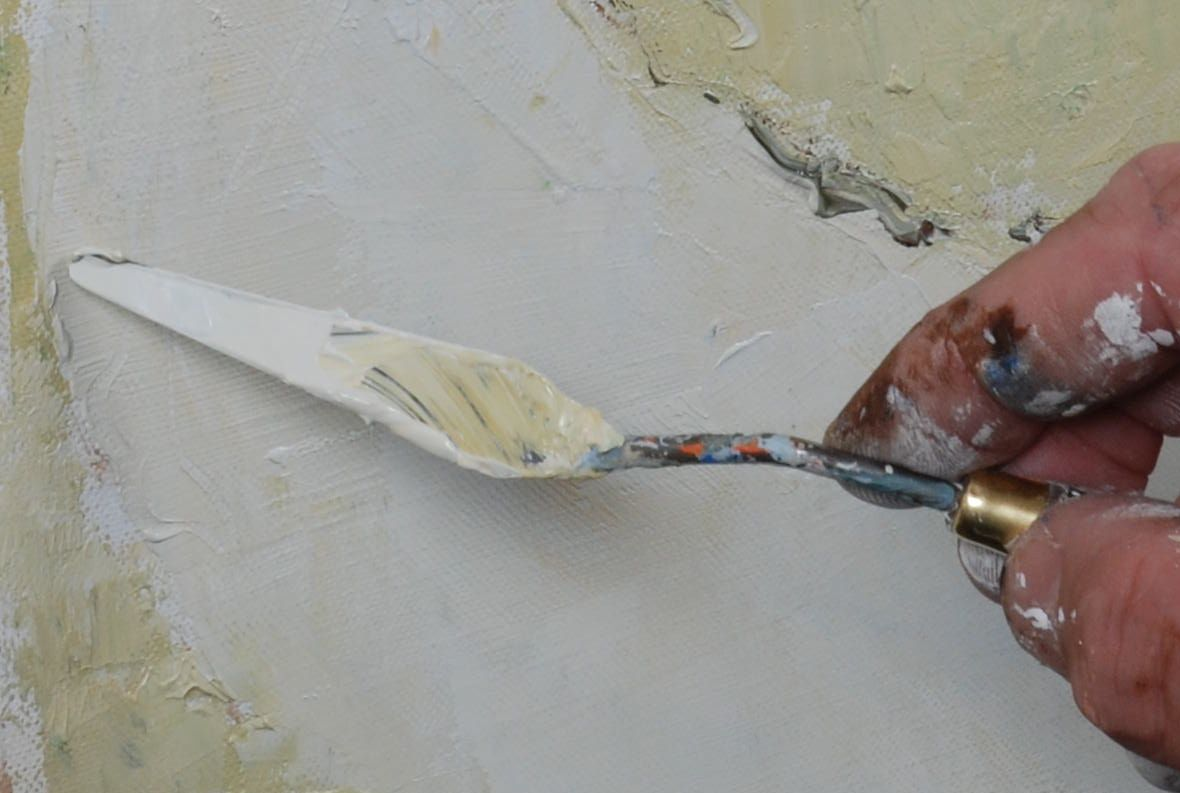
Schilderen met een schildermes

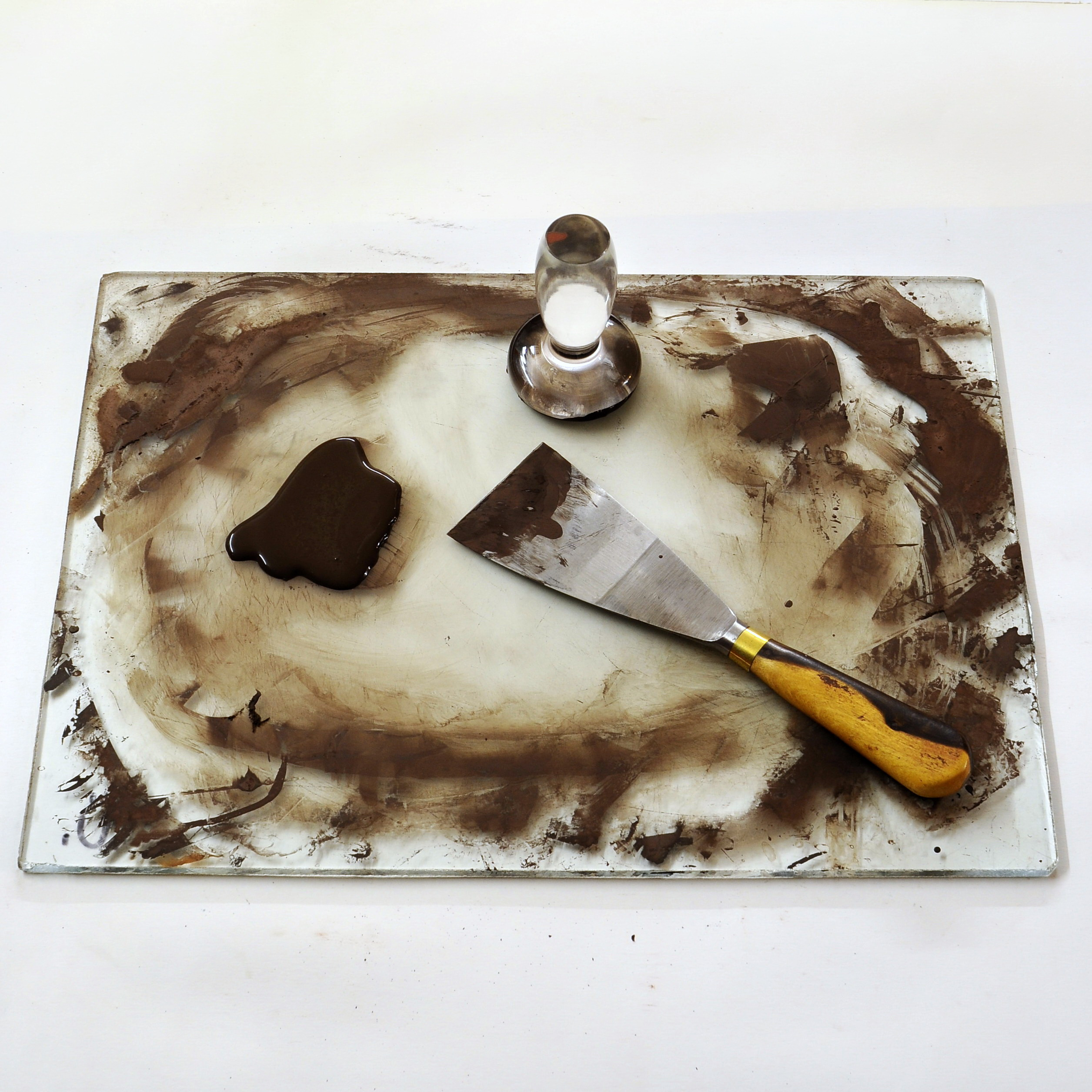
Een plamuurmes in gebruik als paletmes

Een schildersmes is een hulpmiddel van het opbrengen van verf op een schildersdoek. De messen van de (kunst-) schilder zijn geen echte messen om mee te snijden, ze zijn niet scherp, het zijn in feite alle spatels die voor het verwerken van allerlei pasteuze materialen en bij allerlei karweitjes worden gehanteerd.
Er wordt gesproken over een paletmes en een schildersmes. Een paletmes is strikt genomen bedoeld om de verf te mengen op het palet. Een schildersmes is zuiver bedoeld om de verf aan te brengen op het schilderij. 

## Beschrijving
Het schildersmes heeft een soepel metalen gedeelte, waarmee wordt geschilderd. De verf wordt met de onderzijde van het mes van het palet genomen en op het doek gesmeerd. Daarbij is het gewenst dat het schildersmes parallel aan het doek kan worden gehanteerd, zonder dat de vingers met de natte verf op het doek in aanraking komen. Schildersmessen zijn daarom niet recht uitgevoerd; in het metalen staafje tussen heft en het blad is een dubbele knik aangebracht. Dat geeft ruimte rond het heft en zorgt er ook voor dat het mes vooral aan de onderzijde verf kan aannemen. Het schildersmes geeft veel mogelijkheden voor het aanbrengen van textuur en leent zich voor pasteus werk (impasto). Schildersmessen zijn verkrijgbaar in vele bladvormen en afmetingen: rond, langwerpig, of ruitvormig.   

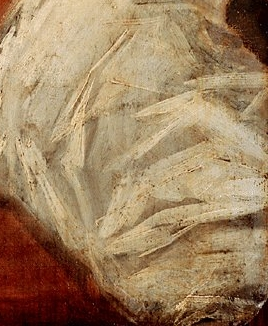
Detail van een schilderij van Frans Hals waarin het gebruik van het schildersmes te zien is aan de rechte zijden van de vlakken

## Paletmes
Voor zeer groot werk kan in plaats van een schildersmes ook een plamuurmes  gebruikt worden. Het paletmes is een langwerpig soort plamuurmes waarmee op een palet of glasplaat een gebruikshoeveelheid verf van de gewenste kleur en smeuïgheid kan worden gemengd. Een paletmes is vrij stug en is recht als een broodmes, dat wil zeggen het metalen blad en het heft liggen op één lijn. Beide zijden van het mesblad komen bij het vermengen van verf en verdunningsmiddel, met verfmassa in aanraking.
Het paletmes wordt overigens niet alleen gebruikt voor verf of plamuur, maar wordt eveneens in de keuken gebruikt als deegmes en om mee te tableren.

## Beroemde schilders die een schildersmes gebruikten
Niet alle kunstschilders gebruiken een schildersmes in hun werk. Veel hedendaagse kunstschilders, met uitzondering van de fijnschilders, gebruiken naast kwasten en penselen ook weleens een schildersmes. Beroemde schilders uit het verleden die het schildersmes gebruikten zijn Titiaan, Frans Hals, Rembrandt, Fragonard, John Constable, Courbet, Nicolas de Staël.